# Ortoéster

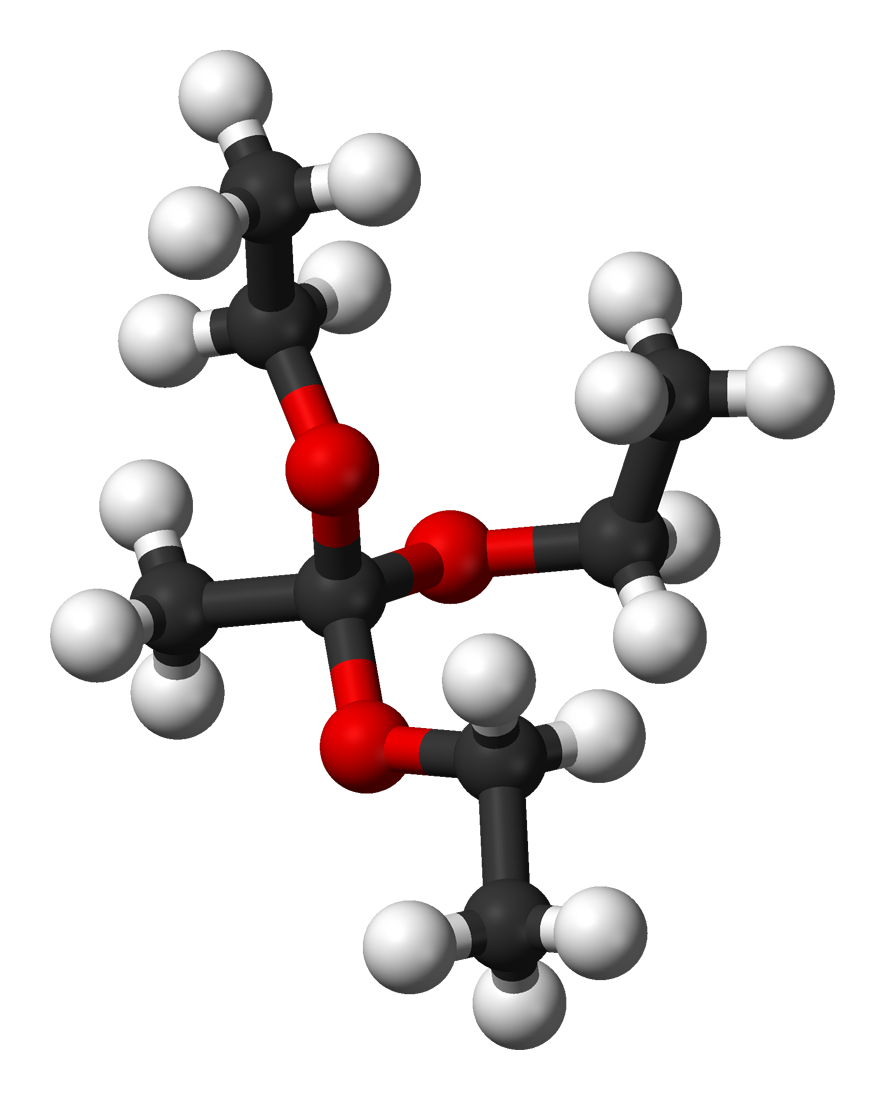
Um modelo de bolas e varetas do ortoacetato de etila.

Em química orgânica, um ortoéster é um grupo funcional contendo três grupos alcoxi ligados a um átomo de carbono. O nome pode se referir a qualquer composto orgânico contendo este grupo funcional. Um exemplo de ortoéster é o ortoacetato de etila, CH3C(OCH2CH3)3, mais corretamente denominado de trietoxietano. Ortoésteres são usados em síntese orgânica como grupos protetores para ésteres. Podem ser consideredos produtos de alquilação exaustiva dos ácidos ortocarbolixílicos instáveis (os produtos de hidratação dos ácidos carboxílicos).

## Reações

### Obtenção
Ortoésteres podem ser obtidos por reação de nitrilas com álcoois sob catálise ácida:
RCN + 3 R’OH → RC(OR’)3 + NH3

### Hidrólise
Ortoésteres são rapidamente hidrolizados em meio levemente ácido para formas ésteres:
RC(OR’) 3 + H2O → RCO2R’ + 2 R’OH
Por exemplo, o ortoformato de trimetila, CH(OCH3)3, pode ser hidrolizado (sob condições ácidas) para o metilformato e metanol; e pode ser hidrolizado (sob condições alcalinas) para sais do ácido fórmico e metanol